# ژوزفین شلانک
ژوزفین شلانک (انگلیسی: Josephine Schlanke؛ زادهٔ ۱۹ مارس ۱۹۸۸) بازیکن فوتبال اهل آلمان است.
از باشگاه‌هایی که در آن بازی کرده‌است می‌توان به باشگاه فوتبال ۱.اف‌اف‌سی توربین پوتسدام اشاره کرد.